# Let Colgan Air 3407
Let Colgan Air 3407 byl let z Newarku do Buffala. Typ letadla byl dvoumotorový kanadský Bombardier Q400. Posádku tvořil zkušený kapitán Marvin Renslow (47) a první důstojník Rebecca Shawová (24).
Během letu zpozorovali oba piloti námrazu na křídlech, letoun měl však účinný odmrazovací systém. Během přiblížení na přistání však začala klesat rychlost. Ztráta rychlosti je primitivní problém, stačí potlačit beran řízení a přidat plyn. Kapitán Renslow ale udělal pravý opak, beran řízení přitlačil k sobě, tím letoun začal stoupat a vzrostla pádová rychlost. Kdyby ve kterýkoli okamžik beran řízení potlačil, měl šanci udržet letoun ve vzduchu. Letoun se zřítil na dům ve vesnici v Clarence Center v New Yorku.
Během vyšetřování se zjistilo, že kapitán Renslow ani první důstojník Shawová nenaspali dostatečný počet hodin. Od Newarku bydleli daleko a kvůli malému platu si nemohli dovolit bydlet v hotelu. Oba se ještě před letem snažili dohnat spánek na pohovce (což se jim ovšem nepodařilo).
Tato katastrofa způsobila spoustu reforem v regionálních leteckých společnostech.